# 블라고예 아지치
블라고예 아지치(세르보크로아트어: Blagoje Adžić, 세르비아어: Благоје Аџић, 1932년 9월 2일 ~ 2012년 3월 1일)는 유고슬라비아의 사실상 마지막 국방장관 권한대행이자 총참모장이다.

## 생애
아지치는 세르브인 부모로 1932년 9월 2일 유고슬라비아 왕국의 가츠코(현 보스니아 헤르체고비나)에서 태어났다. 제2차 세계 대전 기간 우스타샤가 가족 15명을 전부 학살했을 때 혼자서 살아남았다. 우스타샤의 학살 사건은 아지치가 크로아티아의 독립을 2차대전 시기 크로아티아 독립국의 부활이라 생각하도록 심리적, 정신적으로 큰 충격을 주었다고 말했다.
산업학교 3학년을 마친 아지치는 유고슬라비아 인민군에 입대하여 1953년 연락관학교를 졸업하였다. 1986년에는 제7군 사령관으로 1987년까지 재임하였고, 1989년 9월 29일 중장 신분으로 전임 스테반 미르코비치에서 승계받아 유고슬라비아 육군참모총장에 취임하였다.

### 유고슬라비아 전쟁 기간
슬로베니아가 독립하러는 10일 전쟁 발발 직전 참모총장이었던 아지치는 슬로베니아 정부를 무너뜨리고 공화국 내에 "건전한 세력"을 들어서게 하는 대규모 군사 작전을 펼치기를 주장하였다. 반면 그의 정치적 상관인 유고 국방장관 벨코 카디예비치는 보다 신중하게 본질적으로 슬로베니아가 독립 선언을 철회하도록 설득하는 무력시위로 나아가야 한다고 주장하였다. 일련의 논쟁 끝에 카디예비치의 노선이 선택되었다. 10일 전쟁 발발 직후에도 아지치는 자그레브의 인민군 제5군 본부에서 지휘관들이 자신의 명령을 제대로 이행하지 않고 군대를 설렁설렁 지휘하고 있다고 비난하였다. 아지치 및 인민군 군부는 슬로베니아의 전쟁에서 밀리기 시작하자 슬로베니아에 대한 전면적인 침공과 군정 시행에 대한 예비 계획을 시행해야 할 때라고 주장하였다. 하지만 당시 세르브인 민족의 보리사브 요비치가 대통령 의장으로 있던 유고슬라비아 대통령직은 작전 승인을 거부하였다. 아지치는 연방 대통령직의 거부 결정에 격분하며 "[슬로베니아인들이] 모든 수단을 동원해 우리를 공격하는 동안 연방 기관이라는 곳은 협상을 요구하면서 [우리를] 계속 방해하고 있다"라고 말했다.
아지치는 슬로베니아 외에도 유고슬라비아 인민군이 크로아티아 지역에 적극적으로 개입해야 한다고 주장했다. 크로아티아 독립 전쟁이 발발하자 아지치는 크로아티아와 전면전을 주장하였다. 아지치는 유고 인민군이 전쟁수행을 맡고 있다고 믿고 동부 슬라보니아의 대규모 공세에 막대한 지원을 쏟았다. 또한 아지치는 부코바르 전투 현장을 방문해 지휘체계의 부재와 계속되는 인민군 탈영 현상을 불평하였다.
1992년 1월 유럽 공동체 감독 활동의 헬리콥터가 격추되는 사건으로 벨코 카디예비치가 인민국방장관에서 사임하자 아지치가 권한대행으로 임기를 이어받았다.
1992년 2월 27일 인민군 내 32명 장군 및 제독과 함께 강제 퇴역당하며 유고 인민군 참모총장과 인민국방장관 두 지위 모두 내려놓았다. 유고 인민군 참모총장과 인민국방장관 자리는 지보타 파니치가 이어받았다.

### 퇴역 이후
구유고슬라비아 국제형사법원(ICTY)의 전 조사관으로 근무했었던 마르코 아틸라 호아레는 수사팀이 밀로셰비치 뿐 아니라 "공동범죄집단"(joint criminal enterprise) 고위층 전부, 즉 벨코 카디예비치, 블라고예 아지치, 보리사브 요비치, 브란코 코스티치, 모미르 불라토비치 등등을 전부 기소하기 위한 작업을 했었다고 증언했다. 하지만 이런 작업은 카를라 델 폰테의 개입으로 거부되었으며 밀로셰비치로 기소를 한정짓게만 되었다. 크로아티아 법원도 전 유고 인민군 장군인 벨코 카디예비치와 블라고예 아지치를 포함하여 부코바르에서의 전쟁 범죄 혐의로 세르브인 다수를 기소했다. 아지치는 재판을 거부하다 2012년 3월 베오그라드에서 자연재해로 사망했다.